# Adrian Sellevoll

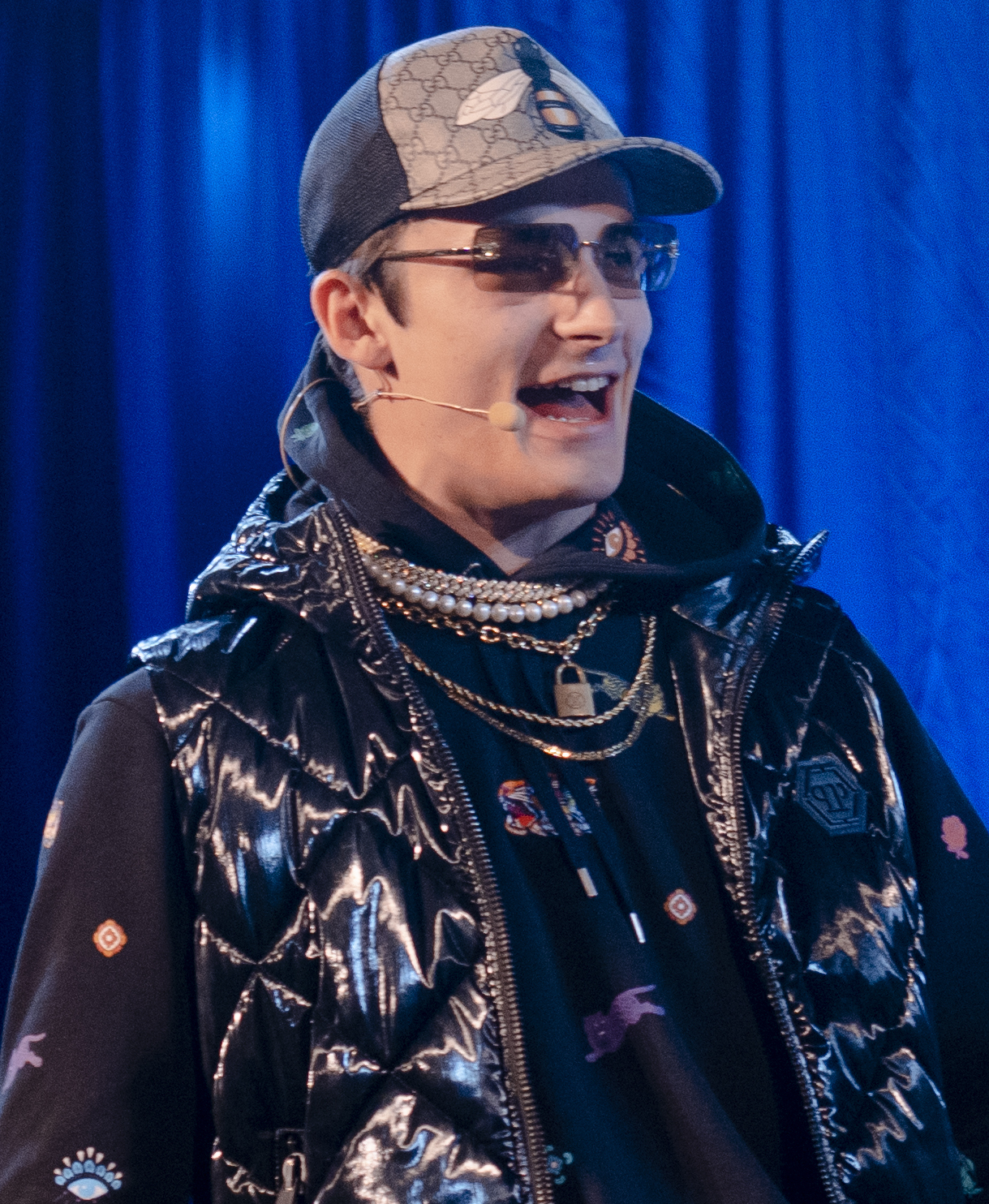
Adrian Sellevoll, 2019

Adrian Sellevoll (* 1998) ist ein norwegischer Sänger, Rapper und Reality-TV-Teilnehmer.

## Leben
Sellevoll stammt aus der Ortschaft Hillesvåg nördlich der Stadt Bergen. Bevor er durch TV-Auftritte bekannt wurde, arbeitete er als Model und war zudem als Rapper und Songwriter für Russemusikk tätig. Größere Bekanntheit erlangte er, als er an der ersten Staffel der norwegischen Version von Ex on the Beach teilnahm. Vor der Ausstrahlung der Reality-Serie beendete seine Modelagentur wegen der Teilnahme an der Show die Zusammenarbeit mit ihm. Mit Ha meg gab er im November 2018 seine erste Single heraus. Diese konnte sich drei Wochen lang in den norwegischen Singlecharts platzieren. Im selben Jahr gründete er das Plattenlabel Nonstop Music Norway.
Im Jahr 2019 wirkte er an der bei TV 2 ausgestrahlten Tanzshow Skal vi danse mit. Im darauffolgenden Jahr war Sellevoll in der Reality-Show Farmen kjendis zu sehen. Mit der im Januar 2020 herausgegebenen Single Se meg konnte er sich erneut in den Singlecharts platzieren. Sellevoll nahm zudem an der im Jahr 2021 ausgestrahlten Staffel der Reality-Serie 71° Nord teil. Dort schied er im Halbfinale aus. Im April 2021 veröffentlichte er das Lied Jeg hater deg, das sich zehn Wochen lang in den norwegischen Charts hielt. Im Juni 2022 verletzte sich Sellevoll schwer, als er versuchte, in Bergen von einem Dach herab ins Meer zu springen und dabei mit dem Kopf am Kai anschlug. Bei dem Unfall zog er sich nach eigenen Aussagen mehrere Knochenbrüche sowie anhaltende Lähmungserscheinungen im Gesicht zu. Im Herbst 2023 nahm er an der elften Staffel von Stjernekamp teil.

## Diskografie

### Singles
| Jahr | Titel Album     | Höchstplatzierung, Gesamtwochen, AuszeichnungChartsChartplatzierungen (Jahr, Titel, Album, Platzierungen, Wochen, Auszeichnungen, Anmerkungen) | Anmerkungen                            |
| Jahr | Titel Album     | NO | Anmerkungen                            |
| ---- | --------------- | --- | -------------------------------------- |
| 2018 | Ha meg –        | NO22 Platin · (3 Wo.)NO | Erstveröffentlichung: 9. November 2018 |
| 2020 | Se meg –        | NO37 Platin · (2 Wo.)NO | Erstveröffentlichung: 31. Januar 2020  |
| 2021 | Jeg hater deg – | NO13 Platin · (10 Wo.)NO | Erstveröffentlichung: 23. April 2021   |

Weitere Lieder
- 2018: Avdanket
- 2019: La meg leve
- 2019: Molly (mit Snow Boyz)
- 2019: Sorry, eg elsker deg
- 2020: Skitne Støvler
- 2020: Boomerang
- 2020: Danser best for meg selv
- 2020: Se hvordan vi lever
- 2021: Vise deg verden
- 2021: Bella Hadid (mit OnklP und Nick Strand)
- 2021: Jeg elsker deg (Hater deg remix) (mit Klovner i kamp)
- 2021: Burn baby, burn (Adrian Sellevoll remix) (mit Chris Abolade und Amara)
- 2021: Barcadi fra en kopp (mit Morgan Sulele und Amara)
- 2021: Skyene (mit Morgan Sulele)
- 2022: Dummet meg
- 2022: Ensom (mit Omar Noir)
- 2022: Naken (mit Solguden)
- 2022: Rundt og rundt
- 2022: Drita likevel (mit Kris Winther)
- 2022: Englevakt
- 2022: Kom hjem (mit Ham4R)
- 2023: Fuckboy fredag (mit Slæm Dønk und Mikael Lien)
- 2023: Bittelitt mer (mit OKEY)
- 2023: Ærmen i kærmen (Remix) (mit Hagle, Carina Dahl und Mr. Pimp-Lotion)
- 2023: Dø Lykkelig
- 2023: Torsdag fredag lørdag (mit KØDE)
- 2023: Glorie (Cover)
- 2023: Håper du har plass (Cover)
- 2023: Hårfin balanse (mit Rambow)